# Markaryd

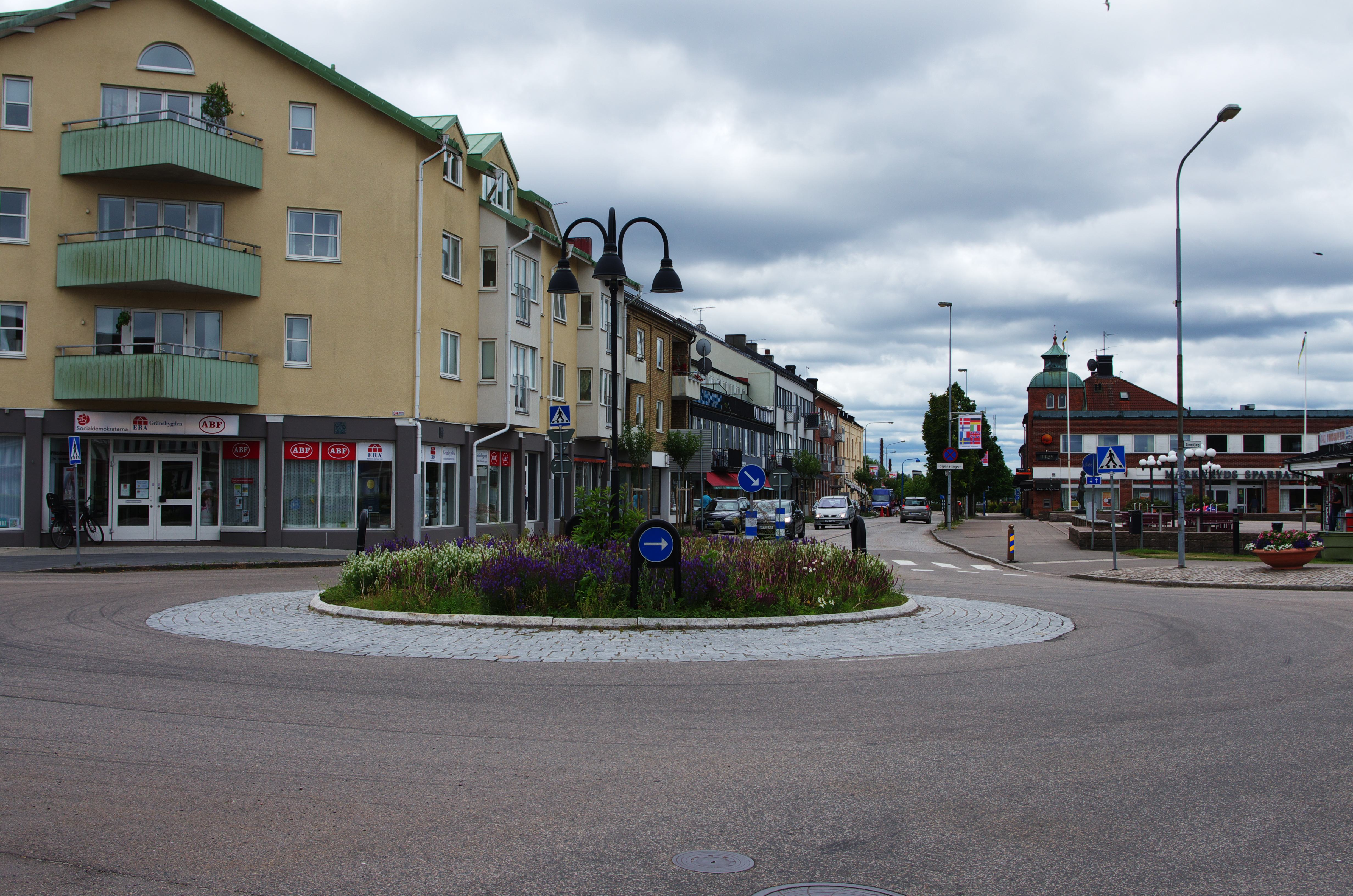
I rondellen byter Drottninggatan namn till Hässleholmsvägen. Kronobergsgatan till vänster och Södra vägen till höger.

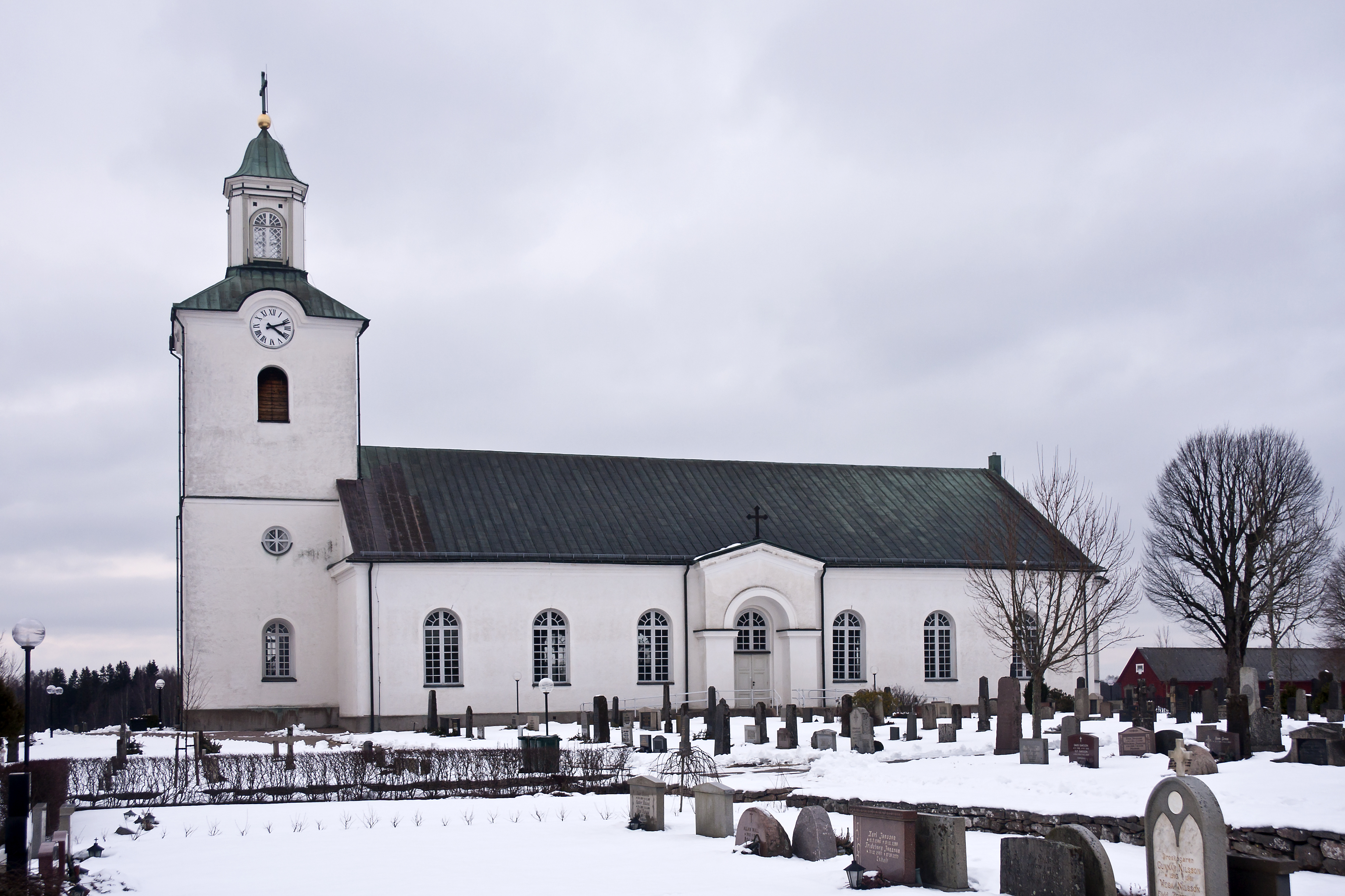
Markaryds kyrka

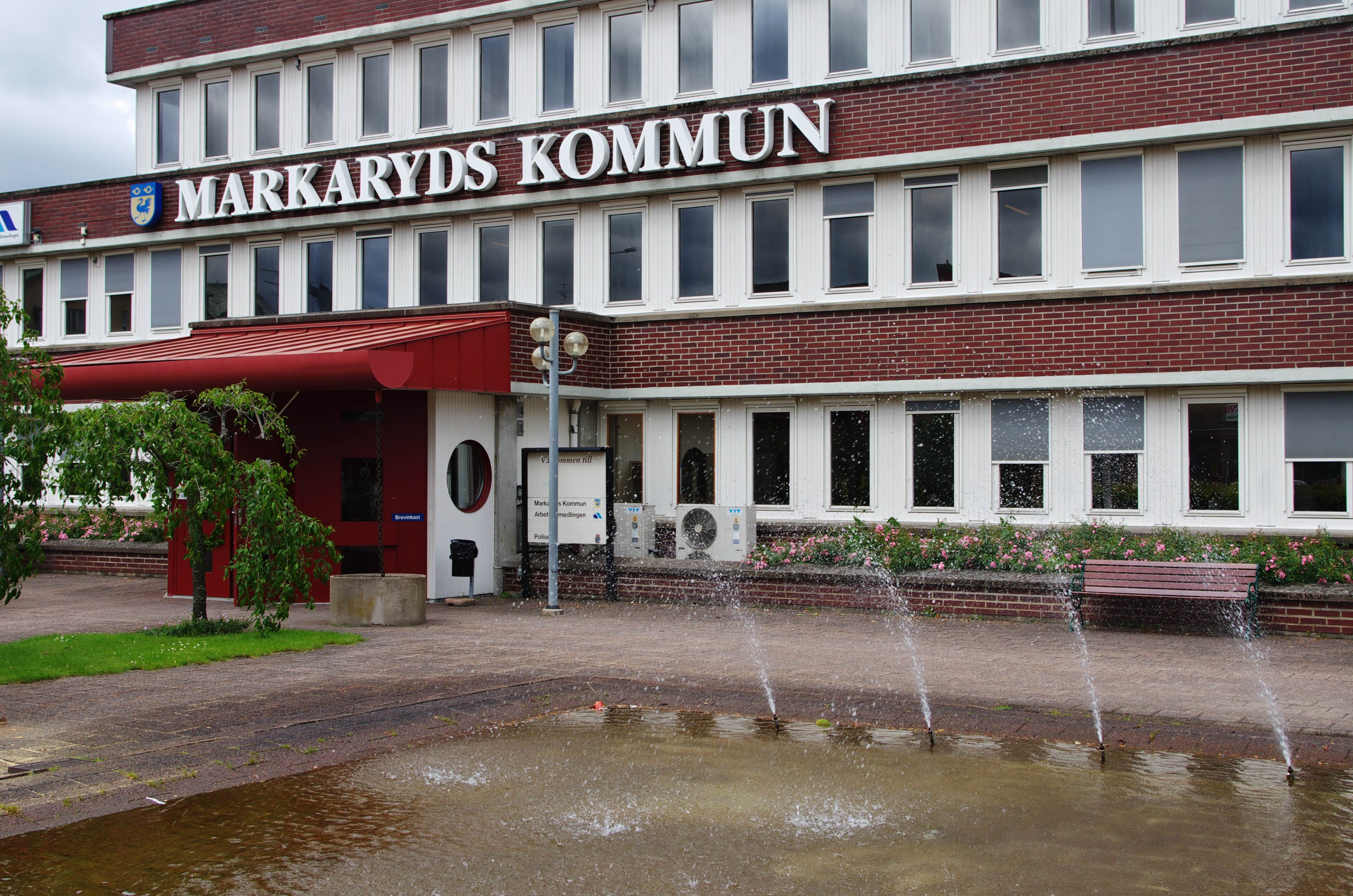
Kommunhuset.

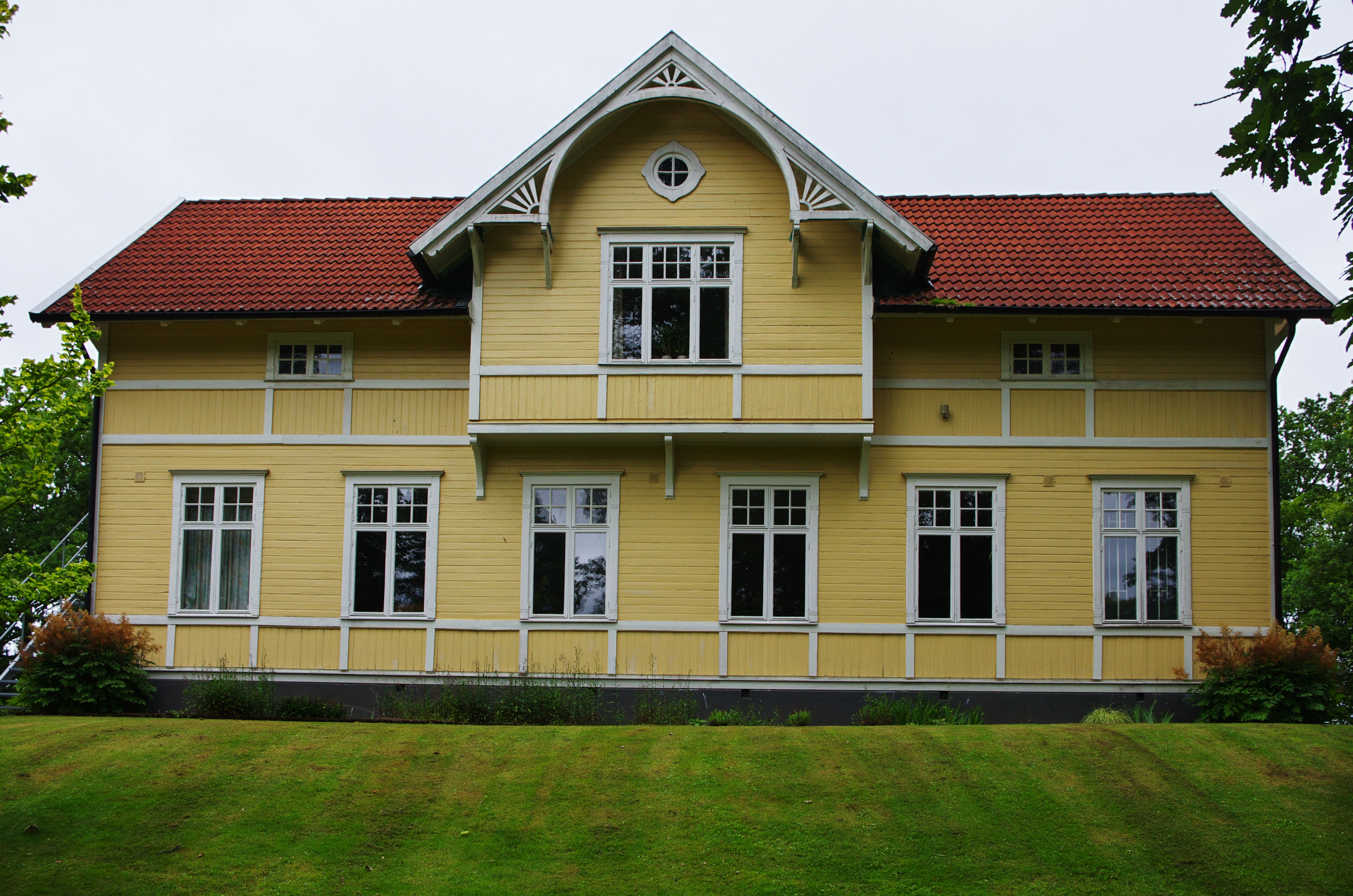
Del av folkhögskolan

Markaryd uttal (fil) är en tätort i sydvästra hörnet av Småland och centralort i Markaryds kommun, Kronobergs län. Markaryd ligger längs motorvägen E4, riksväg 15 mellan Halmstad och Karlshamn och vid Markarydsbanan, nära både gränsen till Skåne och Halland.

## Historia
Under historisk tid ingick Markaryd i Sunnerbo härad, den sydligaste delen av folklandet Finnveden. Väsentliga delar av byarna kring dagens Markaryd förefaller ha tillkommit under medeltid. I många fall förefaller att järnproduktion ska ha bidragit till bebyggelsens tidiga etablering  Ortsnamnet Markaryd kan i spåras tillbaka för första gången 1342, i ett kyrkligt brev. Noteringen är hämtad ur Vatikanarkivet i Rom och finns i en påvlig bulla skriven i Avignon i Frankrike. Här nämns en person; Germundus de Madkaryd, scolaris Parisiensis (på svenska översatt till "Germund från Madkaryd student i Paris"). Sannolikt innebar detta att Markarydsbygden redan vid denna tid hade en egen kyrka. Den träkyrka som sannolikt fanns redan vid 1100-talets slut ersattes troligen på 1400-talet av en ny i sten. Markaryd var under lång tid ett ingen mans land, om man ska döma efter gränsdragningen mellan Sverige och Danmark i mitten av 1000-talet. Markaryd var därför fram till Roskildefreden 1658 en viktig gränsort för Sverige. 
Den 21 maj 1851 blev ödesdiger för Markaryds församling och kyrka. Ett kraftigt åskoväder drog fram över trakten och under detta träffades kyrkan av blixten vilket ledde till att den brann ner till grunden. Den "nya" kyrkan – vilken uppfördes efter mycken möda, såväl ekonomiskt som fysiskt – stod färdig att tas i bruk till Advent 1854 men invigdes inte förrän 1857  Detta innebär att Markaryds forna kyrkoarkiv är näst intill obefintligt.  
Som gränsort var Markaryd viktig som för förmedlingen av post från Sverige söderut. Efter gammalt hanterades postföringen av länsmännen, länmannen i Markaryd finns dokumenterad som postförare från 1594. Ett postkontor inrättades 1620 i Hamburg och samma år ålades även ståthållarna längs sträckan att inrätta särskilda posthästar för kurirerna på sträckan Markaryd-Stockholm. Sedan Halland 1645 tillfallit Sverige flyttades postkontoret i Markaryd till Halmstad, och posten fördes istället utmed Nissastigen direkt från Halmstad till Jönköping. I samband med skånska kriget och att danskarna besatte Helsingborg och postmästaren där tvingades fly återupprättades 1676–1678 ett militärt postkontor i Markaryd. Efter kriget stängdes postkontoret och det kom att dröja till 1862 innan Markaryd på nytt fick ett postkontor.
Eftersom Markaryd var ett gränsområde mellan de två rikena så härjades trakten mycket av soldater under 1500- och 1600-talens många krig mot Danmark. Efter att Skåne 1658 tillföll Sverige, minskade ortens strategiska betydelse. Under slutet av 1800-talet anlades en järnväg från Åstorp till Jönköping och en från Hässleholm till Halmstad, vilka möttes i Markaryd som då blev en järnvägsknut. I Markaryd växte en industri fram baserad på verkstads- och skogsproduktsföretag, och under 1960-talet förlades Rikspappersskolan (numera KCM, kunskapscentrum Markaryd) hit för utbildning inom massa- och pappersindustri.

### Administrativa tillhörigheter
Markaryd var och är kyrkby i Markaryds socken och ingick efter kommunreformen 1862 i Markaryds landskommun. 1916 utbröts ur landskommunen Markaryds köping som sedan 1960 utökades med resterna av Markaryds landskommun, varefter samhällets omfattning bara var en mindre del av köpingskommunens. 1971 uppgick köpingskommunen i Markaryds kommun med Markaryd som centralort.
I kyrkligt hänseende har orten alltid hört till Markaryds församling. 
Orten ingick till 1971 i Sunnerbo tingslag. Från 1971 till 2005 ingick orten i Ljungby domsaga och orten ingår sedan 2005 i Växjö domsaga.

### Befolkningsutveckling
| Befolkningsutvecklingen i Markaryd 1960–2020                  | Befolkningsutvecklingen i Markaryd 1960–2020 | Befolkningsutvecklingen i Markaryd 1960–2020 | Befolkningsutvecklingen i Markaryd 1960–2020 | Befolkningsutvecklingen i Markaryd 1960–2020 |
| ------------------------------------------------------------- | -------------------------------------------- | -------------------------------------------- | -------------------------------------------- | -------------------------------------------- |
|                                                               |                                              |                                              |                                              |                                              |
| År                                                            |                                              |                                              | Folkmängd                                    | Areal (ha)                                   |
| 1960                                                          | 1960                                         |                                              | 2 506                                        |                                              |
| 1965                                                          | 1965                                         |                                              | 3 202                                        |                                              |
| 1970                                                          | 1970                                         |                                              | 4 121                                        |                                              |
| 1975                                                          | 1975                                         |                                              | 4 266                                        |                                              |
| 1980                                                          | 1980                                         |                                              | 4 325                                        |                                              |
| 1990                                                          | 1990                                         |                                              | 4 069                                        | 458                                          |
| 1995                                                          | 1995                                         |                                              | 3 888                                        | 468                                          |
| 2000                                                          | 2000                                         |                                              | 3 862                                        | 471                                          |
| 2005                                                          | 2005                                         |                                              | 3 826                                        | 471                                          |
| 2010                                                          | 2010                                         |                                              | 3 966                                        | 490                                          |
| 2015                                                          | 2015                                         |                                              | 4 664                                        | 553                                          |
| 2020                                                          | 2020                                         |                                              | 5 123                                        | 698                                          |
| Anm.: Sammanvuxen med Timsfors 2015 och med Södra Århult 2020 |                                              |                                              |                                              |                                              |

## Stadsbild
Markaryd genomkorsas av järnvägen. Parallellt med järnvägen ligger Kulturhuset och affärsgatan Drottninggatan. I östra halvan av tätorten ligger Hembygdsparken med utomhusscen och Jetesjöns camping. Här ligger också Hagaskolan, friluftsområdet Hansens backar och vårdcentral. I västra halvan ligger badhuset Hannabadet, Markaryds folkhögskola och idrottsplatsen Skärsjövallen.

### Sjöar
Markaryd ligger i en sjörik bygd. I nordöstra delen av tätorten ligger bad- och fiskesjön Getesjön och i norr de lite mindre sjöarna Andsjön och Gölen. I nordvästra delen av Markaryd ligger Svartesjön, Klocksjön och Skärsjön med idrottsplatsen Skärsjövallen. I sydvästra delen ligger bad- och fiskesjön Lokasjön vars nordöstra vik, som avskurits av en vägbank, kallas för Byasjön. Vid Hyltevägen återfinns den mindre sjön Svartesjön och en kilometer sydväst om Markaryd ligger Hannabadsjön. Många av sjöarna sköts av Markaryds fiskevårdsområdesförening.

## Industri
Markaryd har en omfattande industriverksamhet där Nibe Industrier AB är det största företaget i kommunen . Andra industriföretag är bland annat Konecranes Lifttrucks AB, Markaryds Metallarmatur, Ekamant Productions (tillverkning av slipmaterial) och Johanson Design AB samt tidigare även Helmark Carosseri AB, som gick i konkurs 2010. Företagsklimatet i Markaryd bedömdes att vara det bästa bland samtliga kommuner i Sverige år 2015 . Idag är det över 100 aktiva företag i Markaryd .

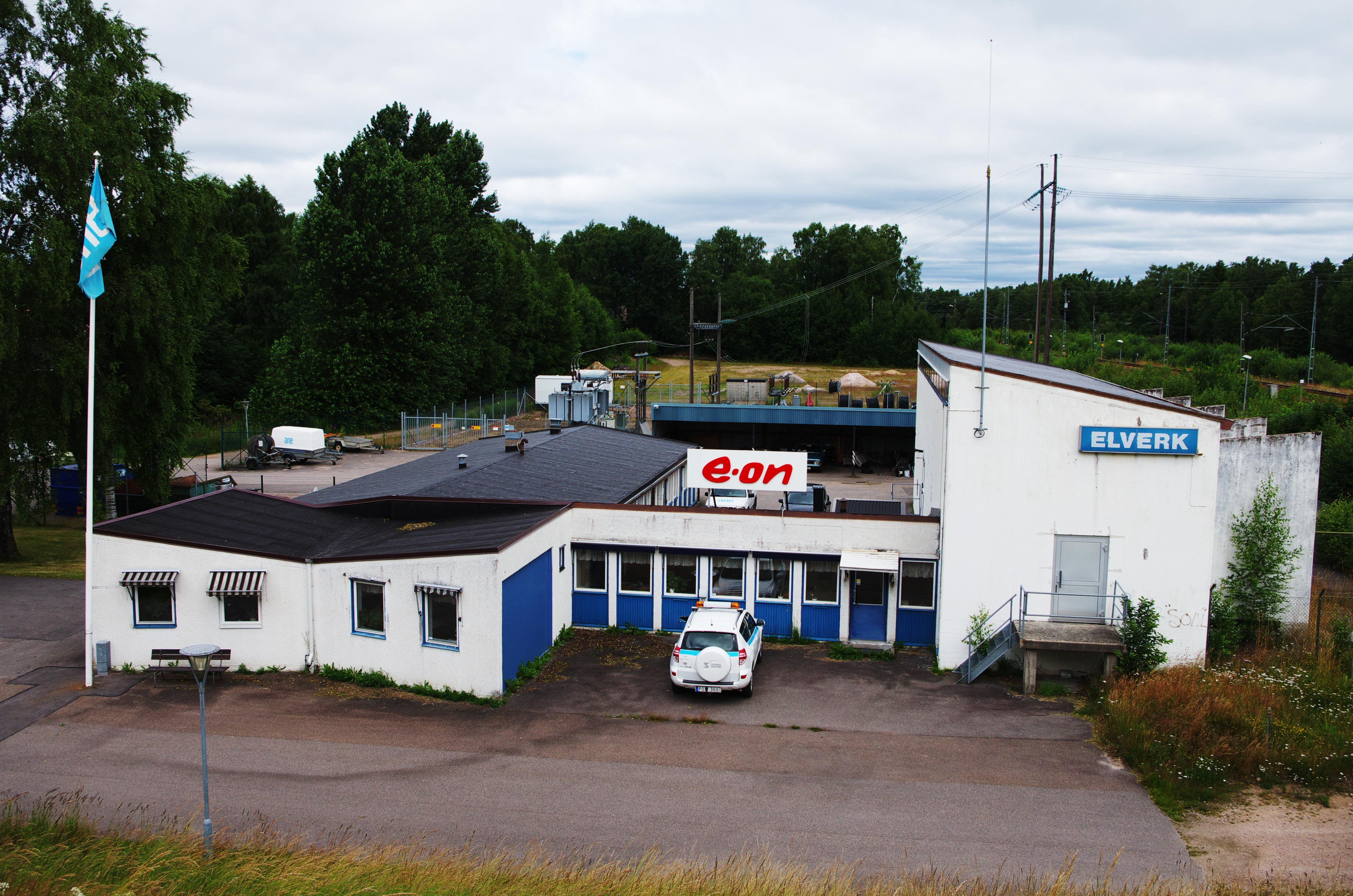
Elverket
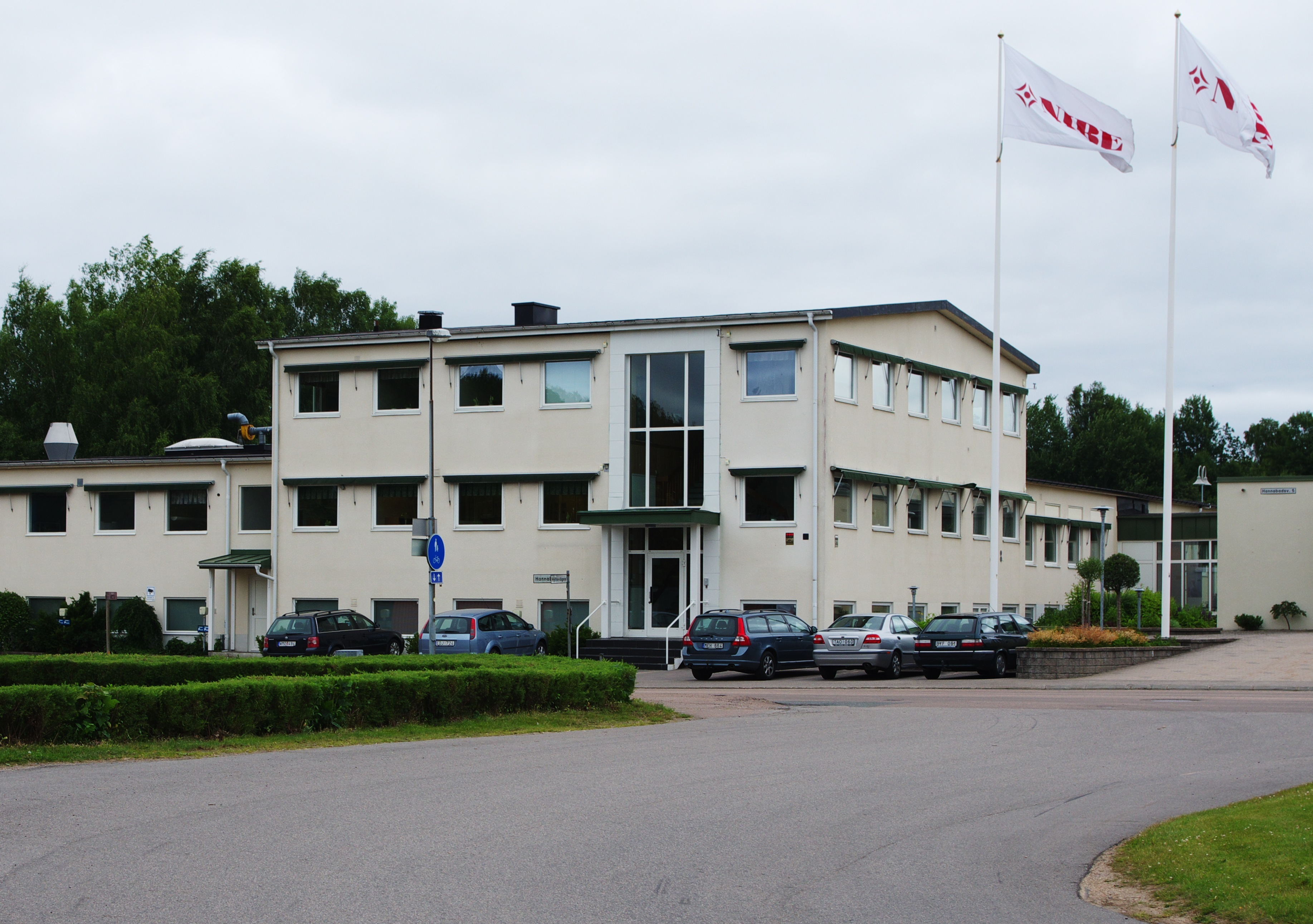
Värmepumps- och braskaminstillverkaren NIBE.
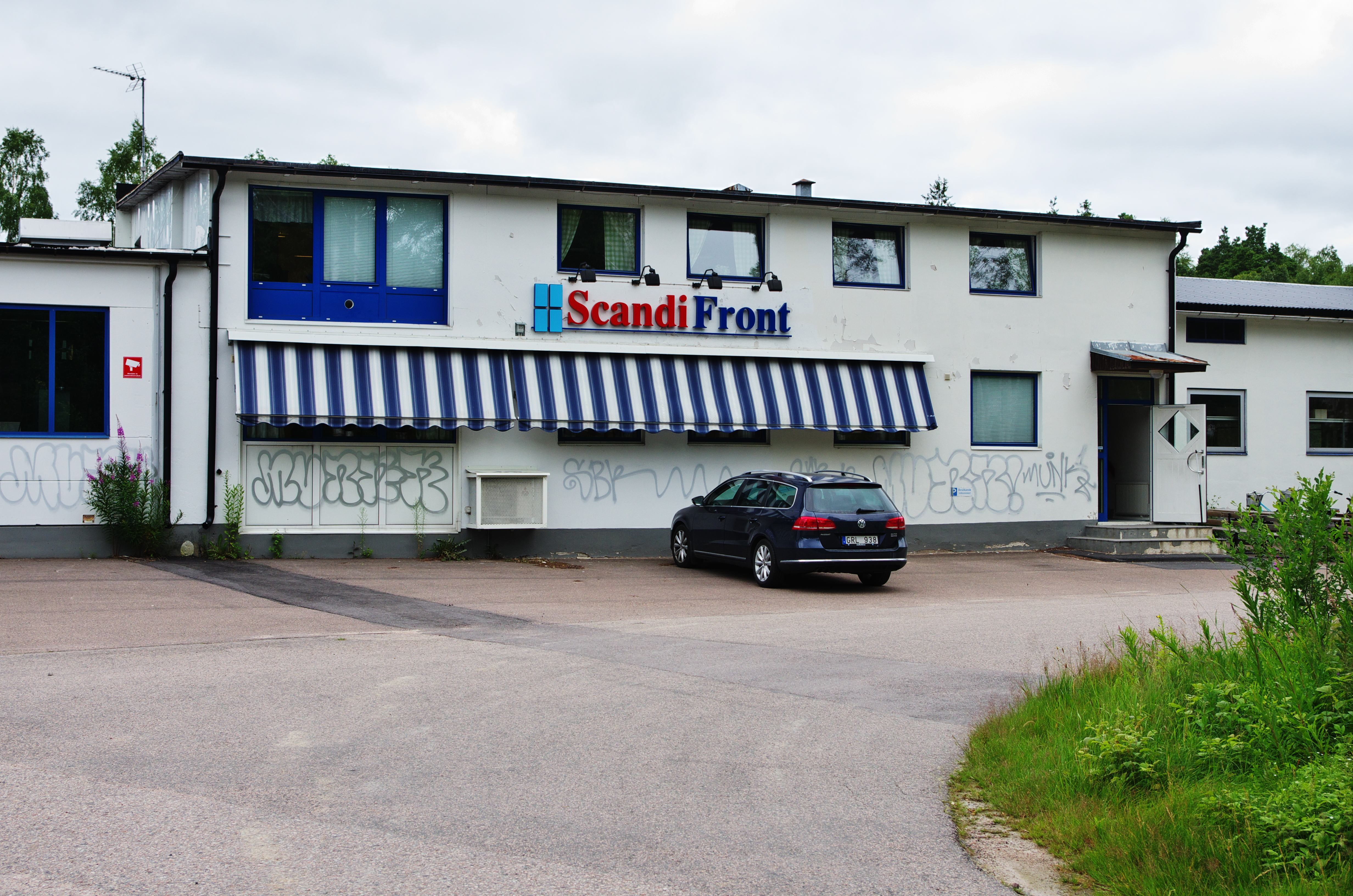
ScandiFront

## Näringsliv

### Bankväsende
Markaryds sparbank grundades 1875 och verkar alltjämt som en fristående sparbank.
År 1906 öppnade både Sydsvenska kreditaktiebolaget och Malmö folkbank kontor i Markaryd. Malmö folkbank blev senare en del av Nordiska Handelsbanken. År 1925 överlät Sydsvenska kredit sin verksamhet till Nordiska Handelsbanken, som snart kom att kallas Göteborgs handelsbank. Sydsvenska kredit blev senare Skånska banken som år 1935 tog över Göteborgs handelsbanks kontor på orten. Under 1900-talet öppnade även Handelsbanken på orten. SEB öppnade ett kontor år 1990, men det lades ner redan år 2000.

## Evenemang, kultur och idrott
Andra helgen i september hålls varje år Markaryds marknad. Marknaden är en av de äldsta i landet, och har länge varit en viktig handelsplats mellan svenskar och danskar. Markaryds marknad var tidigare Sveriges tredje största.
Markaryds folkhögskola har en stark inriktning på kultur och hälsa och driver även en av landets ledande utbildningar inom musikal i skånska Bjärnum.
Markaryds fotbollsklubb heter Markaryds IF (MIF) och grundades 1924. Markaryds IF har även junior- och ungdomslag. A-lagets hemmamatcher spelas på Skärsjövallen. Markaryds mest framgångsrika idrottsklubb är annars bordtennisklubben som den 13 februari vann Superettan med två omgångar kvar att spela. Markaryds BTK har även vunnit ett Lag-SM guld för pojkar 13. Med i laget var då: Jimmie Karlsson, Milivoj Kocic och Arvid Sunesson. Arvid Sunesson var även med i laget som förde upp A-laget till Pingisligan.

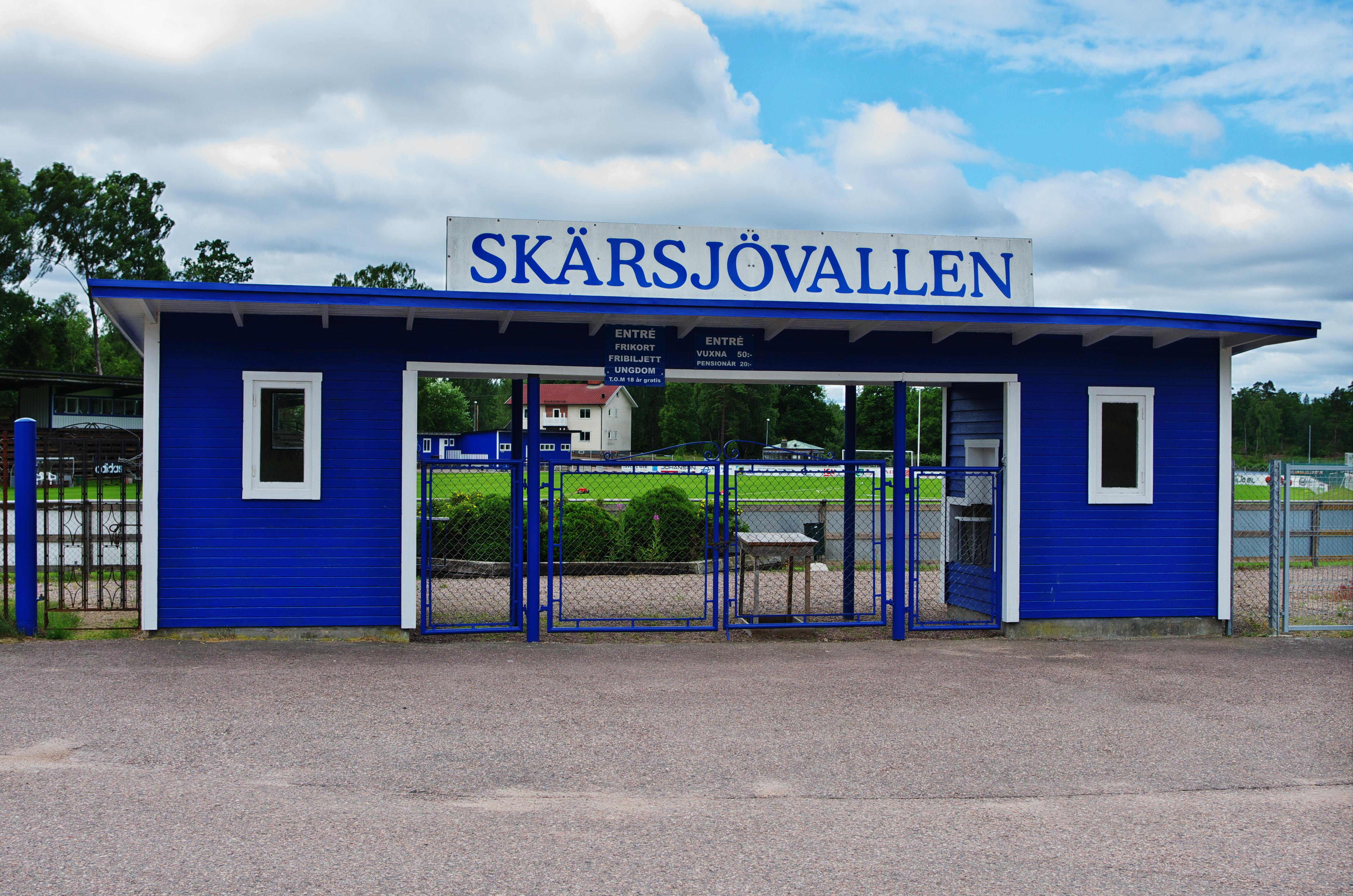
Skärsjövallen.
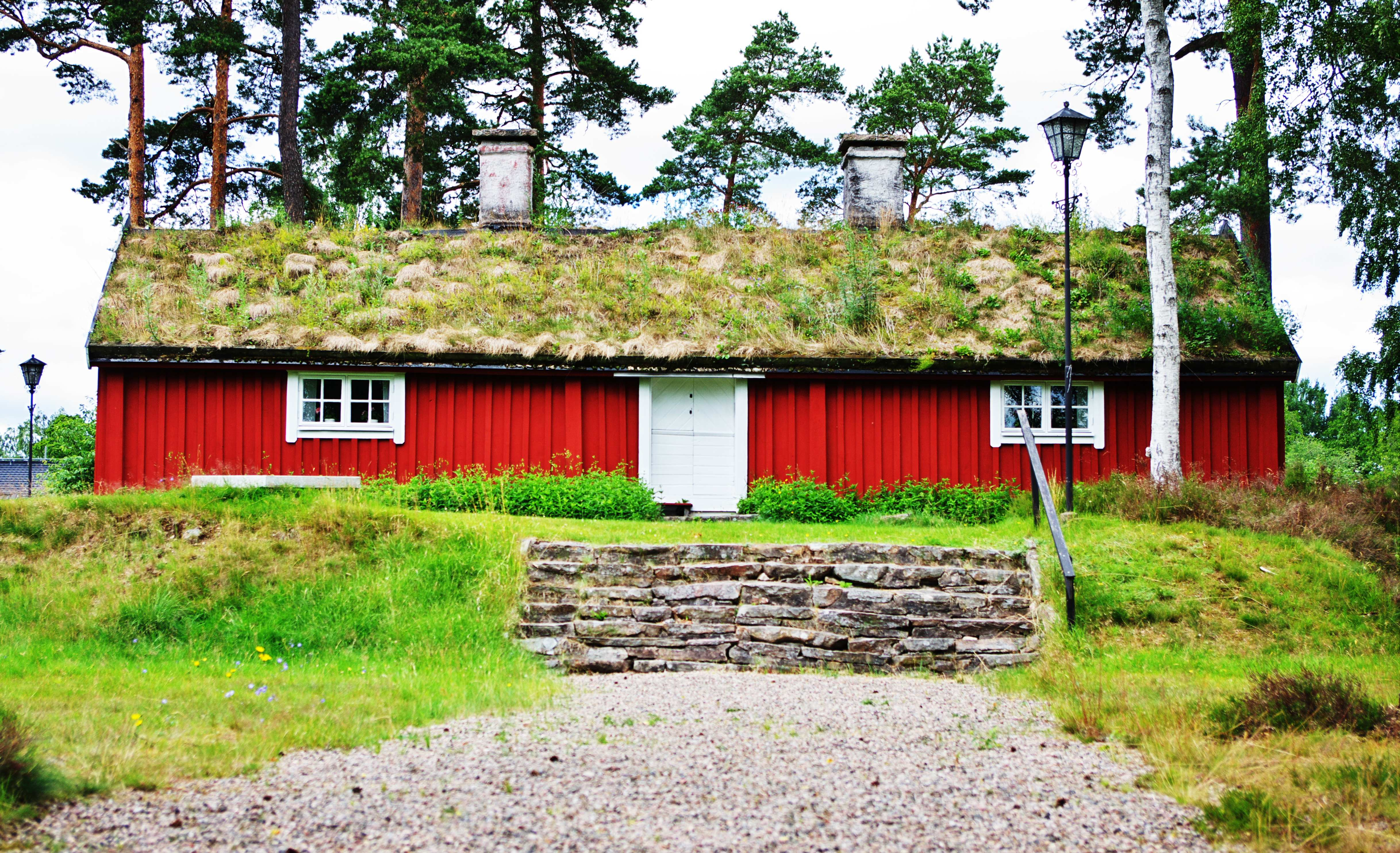
Hus i Hembygdsparken.
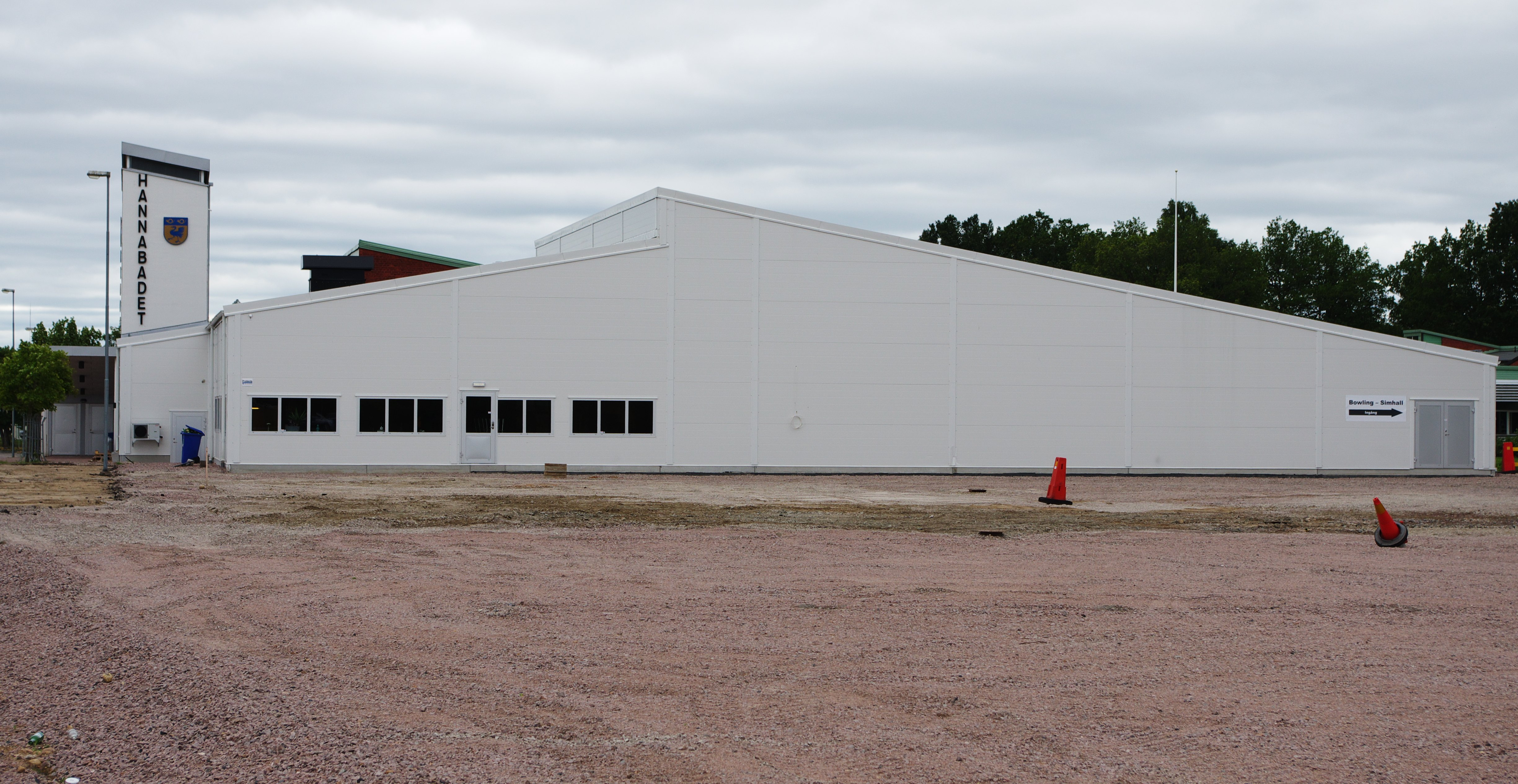
Hannabadet